# Hemlington
Hemlington – część miasta Middlesbrough, w Anglii, w hrabstwie ceremonialnym North Yorkshire, w dystrykcie (unitary authority) Middlesbrough. Leży 64 km na północ od miasta York i 343 km na północ od Londynu. W 2011 miejscowość liczyła 5954 mieszkańców. Hemlington jest wspomniana w Domesday Book (1086) jako Himeligetun/Himelintun.